# Munidopsidae
Munidopsidae é uma família de crustáceos decápodes da infraordem Anomura, que inclui espécies da região abissal dos oceanos, incluindo algumas cujo habitat são as fontes hidrotermais de grande profundidade.

## Descrição
Os membros da família Mundidopsidae incluem algumas das espécies de Anomura que ocorrem a maiores profundidades. São crustáceos com carapaça subglobular, lisa na face dorsal, tuberculada, espinhosa ou com estrias transversas. O rostro é bem desenvolvido, subtriangular ou espiniforme, sem espinhos supraoculares. Apresentam o telson subdividido em várias placas com limites mais ou menos distintos. Os olhos são reduzidos ou com córneas bem desenvolvidas. A mandíbula apresenta a margem dos incisores inteira. O primeiro par de pereiópodes é um exópode sem chicote ou com chicote reduzido. O terceiro par tem epípode.

## Géneros
A família Munidopsidae inclui os seguintes géneros:
- Anoplonotus
- Bathyankyristes
- Elasmonotus A. Milne Edwards, 1880
- Galacantha A. Milne Edwards, 1880
- Galathodes
- Galathopsis
- Leiogalathea Baba, 1969
- Liogalathea
- Munidopsis Whiteaves, 1874
- Orophorhynchus
- Shinkaia Baba & Williams, 1998